# Верхні Пршани
Горне Пршани (словац. Horné Pršany) — село, громада округу Банська Бистриця, Банськобистрицький край. Кадастрова площа громади — 3.53 км².
Населення 397 осіб (станом на 31 грудня 2020 року).

## Історія
Горне Пршани згадуються 1407 року.

## Населення
| Рік:            | 1994. | 2004.   | 2014.   | 2024.   |
| --------------- | ----- | ------- | ------- | ------- |
| Кількість осіб: | 346   | 375     | 383     | 386     |
| Різниця:        |       | +8,38 % | +2,13 % | +0,78 % |

| Рік:            | 2023. | 2024.   |
| --------------- | ----- | ------- |
| Кількість осіб: | 384   | 386     |
| Різниця:        |       | +0,52 % |